# SC Austria Lustenau
Sportclub Austria Lustenau (normalt bare kendt som Austria Lustenau) er en østrigsk fodboldklub fra byen Lustenau. Klubben spiller i 2. Liga, og har hjemmebane på Reichshofstadion. Klubben blev grundlagt i 1914.